# Preparación de comida
La preparación de comida (meal preparation en inglés, abreviado como mealprep) es el proceso de planear y preparar comidas.

## Preparación anticipada

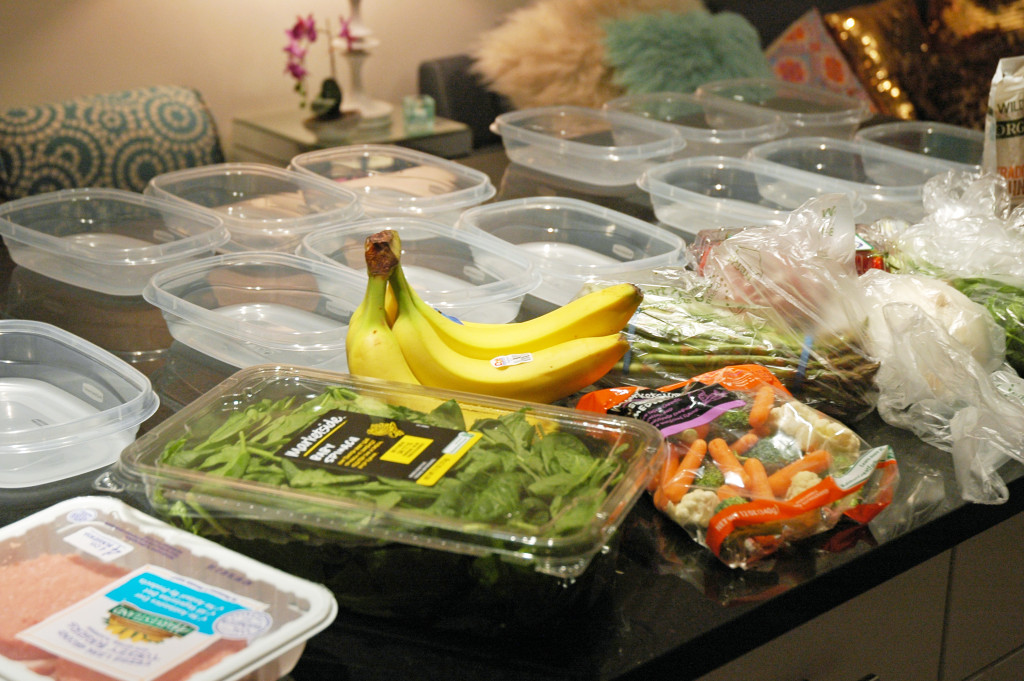
Preparación anticipada de comida

A veces la preparación de comida implica preparar comidas antes de tiempo, para periodo de escaso a extendido de tiempo. Esta práctica, tiene lugar entre personas que desean perder peso, ganar masa muscular o mantener un estilo de vida sano o carecen de tiempo para cocinar al trabajar.
La preparación anticipada, puede servir para estandarizar porciones alimentarias. A veces las comidas se cocinan plenamente, otras veces no, de forma que el acabado posterior sea rápido.
Las comidas pueden ser preparadas en envases pequeños como Tupperware, y suelen etiquetarse con la fecha y el contenido, para que se mantenga organizado.
Se suele aprovechar los días en que la persona libra (como pueden ser uno de los días de los fines de semana), para preparar la comida de toda la semana o, al menos, de aquellos días en los que se tenga que ir a trabajar.